# Dragoneutes baculus
Dragoneutes baculus là một loài bọ cánh cứng trong họ Cerambycidae.